# Liste der Biografien/Jed
Liste der Biografien |
Portal Biografien |
Personensuche
# |
A |
B |
C |
D |
E |
F |
G |
H |
I |
J |
K |
L |
M |
N |
O |
P |
Q |
R |
S |
T |
U |
V |
W |
X |
Y |
Z |
?
 
Ja |
Jb |
Jd |
Je |
Jh |
Ji |
Jj |
Jl |
Jn |
Jm |
Jo |
Jp |
Jr |
Js |
Jt |
Ju |
Jv |
Jw |
Jy
 
Jea |
Jeb |
Jec |
Jed |
Jee |
Jef |
Jeg |
Jeh |
Jei |
Jej |
Jek |
Jel |
Jem |
Jen |
Jeo |
Jep |
Jeq |
Jer |
Jes |
Jet |
Jeu |
Jev |
Jew |
Jex |
Jey |
Jez
Die Liste der Biografien führt alle Personen auf, die in der deutschsprachigen Wikipedia einen Artikel haben. Dieses ist eine Teilliste mit 64 Einträgen von Personen, deren Namen mit den Buchstaben „Jed“ beginnt.

## Jed

### Jeda
- Jedamzik, Eduard (1901–1966), deutscher SS-Sturmbannführer
- Jedamzik, Irmgard (* 1938), deutsche Schauspielerin und Hörspielsprecherin
- Jedamzik, Rafael (* 1974), deutsch-polnischer Eishockeyspieler

### Jede
- Jedek, Anton (1834–1903), Mitglied des Ordens der Redemptoristen
- Jedek, Karl (1853–1940), österreichischer Politiker (CSP), Landtagsabgeordneter
- Jedele, Andrea (* 1964), deutsche Filmproduzentin
- Jedele, Helmut (1920–2012), deutscher Filmproduzent und Hochschullehrer
- Jedele, Stefan (1954–2022), deutscher Fernsehproduzent und Programmdirektor
- Jedelsky, Erich (1923–2000), österreichischer Modellflug-Pionier
- Jederby, Thore (1913–1984), schwedischer Jazzmusiker (Kontrabass), Bandleader

### Jedi
- Jedicke, Eckhard (* 1962), deutscher Geograph mit Schwerpunkt Landschaftsökologie
- Jedicke, Georg (1887–1969), deutscher Offizier, zuletzt Generalleutnant der Polizei sowie SS-Gruppenführer im Zweiten Weltkrieg
- Jedicke, Philipp (* 1977), deutscher Journalist und Dokumentarfilmer
- Jedidi, Slim (* 1970), tunesischer Fußballschiedsrichter
- Jedig, Hugo (1920–1991), russlanddeutscher Historiker sowie bedeutender Sprachforscher von wolgadeutschen Dialekten
- Jedin, Hubert (1900–1980), deutscher katholischer Kirchenhistoriker
- Jedinak, Mile (* 1984), australischer Fußballspieler
- Jedinger, Christian (* 1977), österreichischer Gewerkschafter (FSG), Landesvorsitzender der Gewerkschaft younion Oberösterreich
- Jedinger, Johann (1862–1933), österreichischer Landwirt und Politiker (CS), Landtagsabgeordneter

### Jedl
- Jedlička, Antonín (1923–1993), tschechischer Filmschauspieler, Humorist, Komiker und Entertainer
- Jedlicka, Gotthard (1899–1965), Schweizer Kunsthistoriker und Schriftsteller
- Jedlicka, Ludwig (1916–1977), österreichischer Historiker
- Jedlička, Marco (* 1969), deutsch-tschechischer Fußballspieler
- Jedlička, Rudolf (1869–1926), tschechischer Arzt, Chirurg, Röntgenologe, Radiologe und Initiator einer Reihe von sozialen Einrichtungen
- Jedlicka, Stefan (* 1985), österreichischer Pokerspieler
- Jedlička, Vít (* 1983), tschechischer Politiker der Partei Svobodní, Publizist und AktivistVít Jedlička (* 1983)

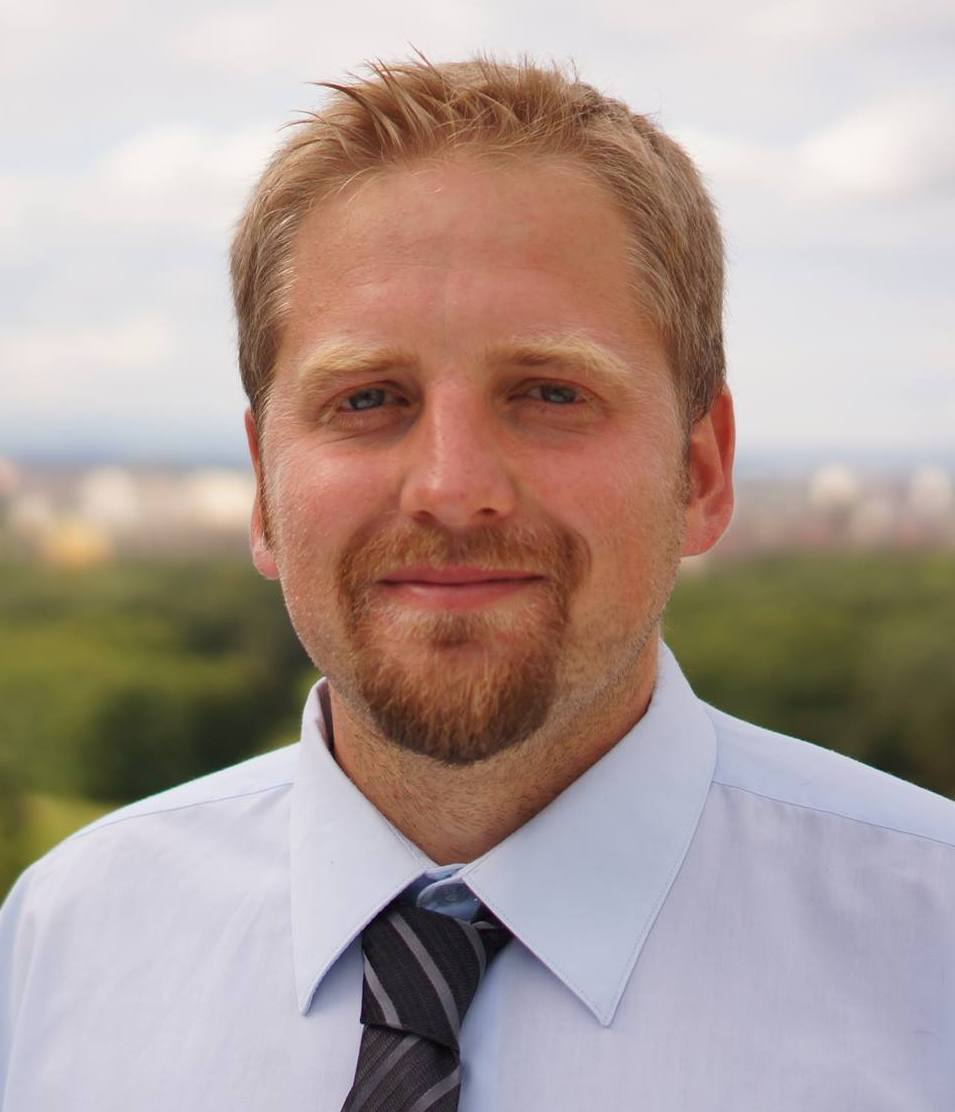
Vít Jedlička (* 1983)

- Jedličková, Mária (* 1984), slowakische Tennisspielerin und -trainerin
- Jedliczka, Ernst (1855–1904), deutscher Pianist russischer Herkunft
- Jedlik, Ányos (1800–1895), ungarischer Physiker und Erfinder
- Jedlin, Igor (* 1933), russisch-deutscher Zauberkünstler
- Jedlińska, Klaudia (* 2000), polnische Fußballspielerin
- Jedliński, Ryszard (1953–2023), polnischer Handballspieler und -trainer
- Jedlitschka, Hans (1931–2006), Schweizer Hörspielregisseur

### Jedr
- Jędraszczyk, Piotr (* 2001), polnischer Handballspieler
- Jędraszewski, Marek (* 1949), polnischer römisch-katholischer Geistlicher, Erzbischof von Krakau
- Jędraszko, Daniel (* 1976), polnischer Kanute
- Jędrejek, Danuta (* 1947), polnische Sprinterin
- Jedrlinić, Toma (1798–1855), Priester, Bischof von Dubrovnik
- Jędrusik, Kalina (1930–1991), polnische Sängerin und Schauspielerin
- Jędrusiński, Marcin (* 1981), polnischer Sprinter
- Jędruszuk, Władysław (1918–1994), polnischer Geistlicher, Bischof von Drohiczyn
- Jędrych, Jędrzej (* 1967), polnischer Politiker, Mitglied des Sejm
- Jędrychowski, Stefan (1910–1996), polnischer Politiker, Mitglied des Sejm, Minister
- Jędrysek, Krzysztof (* 1950), polnischer Schauspieler
- Jedrzejczak, Maryan (1923–2005), französischer Fußballspieler und -trainer
- Jędrzejczak, Otylia (* 1983), polnische Schwimmerin
- Jędrzejczyk, Artur (* 1987), polnischer Fußballspieler
- Jędrzejczyk, Joanna (* 1987), polnische Kickboxerin und Mixed-Martial-Arts-KämpferinJoanna Jędrzejczyk (* 1987)

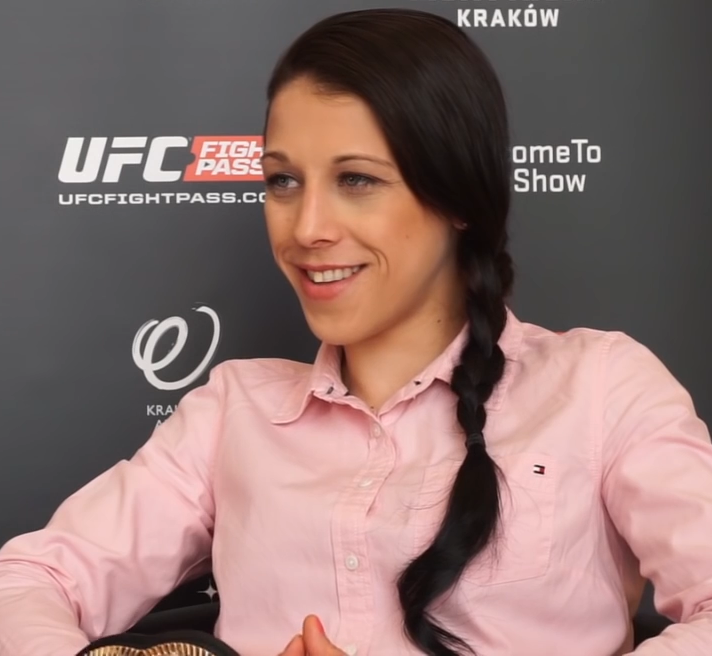
Joanna Jędrzejczyk (* 1987)

- Jędrzejewicz, Janusz (1885–1951), polnischer Pädagoge und Politiker, Mitglied des Sejm, Ministerpräsident Polens (1920–1939)
- Jędrzejewicz, Ludwika (1807–1855), polnische Komponistin und Schriftstellerin
- Jędrzejewska, Sidonia (* 1975), polnische Politikerin, MdEP
- Jedrzejewski, Camille (* 2002), französische Sportschützin
- Jędrzejko, Adam (* 1987), polnischer Naturbahnrodler
- Jędrzejko, Sławomir (* 1988), polnischer Naturbahnrodler
- Jedrzejowicz, Adam (1847–1924), österreichisch-ungarischer Politiker polnischer Abstammung
- Jędrzejowska, Jadwiga (1912–1980), polnische Tennisspielerin

### Jeds
- Jedsadakorn Kowngam (* 1997), thailändischer Fußballspieler
- Jedsadakron Promkhot (* 2002), thailändischer Fußballspieler

### Jedt
- Jedtarin Bunchod (* 1997), thailändischer Fußballspieler

### Jedv
- Jedvaj, Tin (* 1995), kroatischer Fußballspieler
- Jedvaj, Zdenko (* 1966), jugoslawischer bzw. kroatischer Fußballspieler

### Jedw
- Jedwab-Rozenberg, Lena (1924–2005), polnisch-französische Schriftstellerin
- Jedwabski, Albert (1890–1967), polnischer Politiker in Danzig und NS-Opfer

### Jedz
- Jedziński, Zbigniew (* 1959), litauischer Politiker (Seimas)